# Even Flow (Pearl Jam)
"Even Flow" is een nummer van de Amerikaanse rockband Pearl Jam. Het is het tweede nummer van het debuutalbum van de band: Ten uit 1991 (dat in de Verenigde Staten 13 miljoen keer verkocht is). De tekst is geschreven door zanger Eddie Vedder en de muziek door gitarist Stone Gossard.
Het nummer is in april 1992 als single uitgegeven (met uitzondering van de Verenigde Staten) nadat Alive als eerste single was uitgegeven. De B-kant bevat het nummer Dirty Frank en een remix van het nummer Oceans. In deze periode vond de wereldwijde doorbraak van de band plaats waaraan Even Flow heeft bijgedragen. Chris True van Allmusic schreef hierover dat Even Flow "confirmed that Pearl Jam were more than just one hit grunge rock wonders".
Even Flow is het meest live gespeelde nummer van Pearl Jam en werd voor het eerst live gespeeld tijdens een optreden op 22 oktober 1990 in Seattle. Het is ook uitgevoerd tijdens het MTV Unplugged optreden in 1992. Op de muziekvideo Live at the Garden doet gitarist Mike McCready een improvisatie die bijna vijf minuten duurt.

## Creatie
Over de in 1991 opgenomen versie voor het album Ten (met drummer Dave Krusen) was de band niet geheel tevreden. Bassist Jeff Ament zei hierover: "I know it was a great song all along, and I felt that it was the best song that we got the worst take of on the first record. There were a hundred takes on that song, and we just never nailed it". Gitarist Mike McCready gaf aan: "We did 'Even Flow' about 50, 70 times. I swear to God it was a nightmare. We played that thing over and over until we hated each other. I still don't think Stone is satisfied with how it came out”. Een nieuwe versie van het nummer werd in 1992 met drummer Dave Abbruzzese opgenomen ten tijde van opnames voor de soundtrack van de film Singles. Deze versie werd uiteindelijk gebruikt voor de definitieve videoclip van Even Flow en staat op het verzamelalbum Rearviewmirror uit 2004. Het is een ruwere versie dan de oorspronkelijke, begint met een uithaal van Vedder en eindigt met gemompel van Vedder. Het nummer is iets langer dan de Ten-versie. Een ander alternatief voor het origineel is de versie op de heruitgave van Ten in 2009, welke minder gepolijst klinkt.
De uitgave van de (originele) versie van Even Flow in de Verenigde Staten was in juni 1995. De in het Verenigd Koninkrijk uitgegeven versie was de alternatieve opname uit 1992.

## Tekst
De tekst van Even Flow gaat over de ervaringen van een dakloze man. Hij "sleeps on a pillow made of concrete" en vraagt voorbijgangers om wat kleingeld. Hij is analfabeet, maar kan ook geestesziek zijn omdat hij er "insane" uitziet als hij lacht en problemen heeft om coherente gedachten te hebben ("Even flow, thoughts arrive like butterflies/Oh, he don't know, so he chases them away"). Tijdens een concert op 2 maart 1994 in Miami introduceerde Vedder het nummer als volgt: "I thought I'd throw in a bit of street education while you still have an open mind....Right across the street there's a little homeless community that lives under the bridge. You should just know that those people ain't all crazy and sometimes it's not their fault. This song is called 'Even Flow'".

## Muziekvideo
Regisseur Rocky Schenck werd begin 1992 gevraagd om een muziekvideo van Even Flow op te nemen. Opnames vonden plaats op 31 januari 1992 toen de band onderweg naar Engeland was voor de eerste buitenlandse optredens. De opnames vonden in Los Angeles plaats op basis van een idee van Stone Gossard. In een oud, gesloten gebouw werd met verschillende wilde dieren een dierentuin nagebootst. Naast opnames van de dieren werden de bandleden individueel gefilmd en in het geheel als band. De bandleden waren uiteindelijk niet tevreden met het eindresultaat en de opnames leidden ook tot een polsblessure voor drummer Abbruzzese.
De oorspronkelijke muziekvideo van Even Flow (geregisseerd door Rocky Schenck) is uiteindelijk vervangen door de versie die door regisseur Josh Taft is geregisseerd. Taft was regisseur van de muziekvideo voor Alive geweest, en zou dat ook voor Oceans worden. De versie van Taft is opgenomen tijdens een optreden van de band op 17 januari 1992 in Seattle. Taft maakte die avond opnames zijnde een vriend van Stone Gossard, en niet in zijn rol als regisseur. Dit is te zien in de uiteindelijke versie op het moment dat Vedder het nummer stil legt en aangeeft de aanwezigheid van Taft hinderlijk te vinden: "This is not a TV studio, Josh! Turn those lights out, it's a fucking rock concert!" Taft liet dit stukje in de uiteindelijke muziekvideo, maar dit meestal door MTV weggelaten.
In de muziekvideo klimt Vedder de zaal in en springt hij naar beneden. Het eindigt met Stone Gossard die zijn gitaar richting de camera gooit. Het in de muziekvideo gebruikte materiaal is echter tijdens verschillende nummers van dit concert opgenomen. Voorbeelden zijn dat Gossard en McCready ieder op twee verschillende gitaren spelen en dat Vedder op een gegeven moment een pet op heeft. De sprong van Vedder in het publiek vond plaats tijdens het nummer Porch. Uiteindelijk is de door Taft geschoten muziekvideo uitgegeven met daarbij de in 1992 opgenomen versie van Even Flow.

## Accolades
Even Flow stond op nr. 77 in de "The 100 Greatest Guitar Songs of All Time" lijst uit 2008 van het muziekblad Rolling Stone. Het stond op nr.30 van de "100 Greatest Hard Rock Songs" lijst van VH1 uit 2008.

## NPO Radio 2 Top 2000
| Nummer met noteringen in de NPO Radio 2 Top 2000 | '18 | '19 | '20 | '21 | '22 | '23 | '24 |
| ------------------------------------------------ | --- | --- | --- | --- | --- | --- | --- |
| Even Flow                                        | 450 | 414 | 503 | 515 | 400 | 423 | 452 |

1. ↑  Een vetgedrukt getal geeft de hoogste notering aan.
2. ↑  2018 was het eerste jaar met een notering voor dit nummer.